# Fondation PSA
La Fondation PSA est une fondation d'entreprise française créée en 2011 par le Groupe PSA.

## Historique
La Fondation PSA a été fondée le 11 juillet 2011 et est présidée par Carlos Tavares (président du Directoire du Groupe PSA) et Marie-Hélène Peugeot-Roncoroni (vice-présidente de la Fondation).
Cette Fondation d'entreprise, dotée d'un budget de 10 millions € sur 5 ans, soutient et finance de nombreux projets d’insertion professionnelle ou sociale, éducatifs ou culturels  liés à la « mobilité solidaire ». Elle agit pour les personnes fragiles qui, parce-qu'elles ne sont pas mobiles, risquent la marginalisation sociale, économique ou géographique. Son mandat a été renouvelé en 2016 pour 5 ans. 
La Fondation PSA est active dans plus de 15 pays. Depuis son lancement, elle a soutenu plusieurs centaines de projets qui contribuent à l'émergence de nouvelles solutions de mobilité à destination des publics précaires. Elle accompagne et soutient également les garages solidaires. 